# Rufino Niccacci
Rufino Niccacci, al secolo Salvatore, (Deruta, 19 marzo 1911 – 16 ottobre 1976) è stato un francescano italiano.

## Biografia
Vestito l'abito francescano con il nome di Rufino, durante la seconda guerra mondiale insieme al vescovo Giuseppe Placido Nicolini diede protezione a migliaia di ebrei, rifugiandoli nei conventi dei frati Minori di Assisi e finanche nelle case di Deruta. Altri rifugiati nel resto d'Italia vennero provvisti di documenti con false identità con l'aiuto del tipografo assisano Luigi Brizi e di Gino Bartali, che poté passare indenne i controlli nazisti.

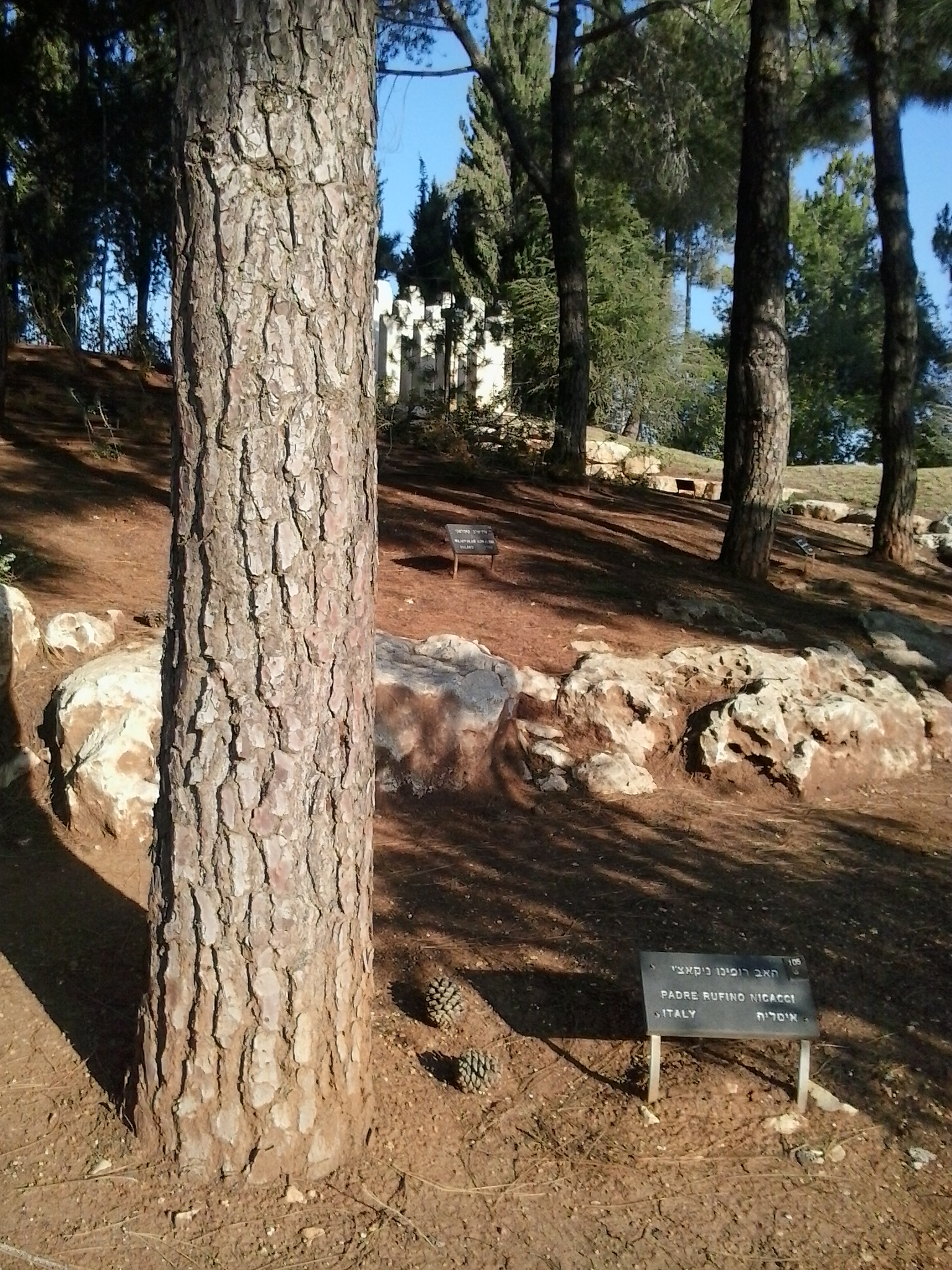
L'albero ad Yad Vashem

Dopo la guerra si spese per coloro che erano divenuti perseguitati politici, rinnovando con coraggio la sua vocazione:
(dalla lettera che il 27 novembre 1945 Padre Rufino scrive alla nipote Suor Chiara Chiattini)
Fu uno dei primi italiani nel 1974 a ricevere l'alta onorificenza di Giusto tra le Nazioni, conferitagli dallo Stato di Israele.
Dopo la parentesi assisana padre Rufino continuò la sua vita da frate come tanti altri suoi confratelli, ma nel cuore alimentò una sete di comunione e un sogno che fino all'ultimo cercò di realizzare: dar vita a una «casa della riconciliazione» perché ebrei e cristiani potessero incontrarsi, capirsi e vivere insieme.
Lavorava a quel progetto nella natia Deruta, quando un infarto pose fine alle sue fatiche il 16 ottobre 1976. Avrebbe voluto donare gli organi ed essere cremato, in segno di solidarietà con i milioni di vittime della Shoah, ma non fu possibile. Le sue spoglie riposano a Deruta, nella tomba di famiglia.

## Eredità
La storia ha ispirato il romanzo Assisi Clandestina edito nel 1978 e il film Assisi Underground del 1985 (nel quale padre Rufino è interpretato da Ben Cross), entrambi di Alexander Ramati.
L'11 aprile 1983 il presidente statunitense Ronald Reagan nel discorso ai superstiti dell'olocausto fece speciale menzione di Padre Rufino.
La città natale ha dedicato in suo onore la via che conduce là, dove la prematura scomparsa nel 1976 ha infranto il suo ultimo progetto di stabilire a Deruta la Casa Pio XII, una sede per il dialogo ecumenico tra cristiani ed ebrei.